# 高架駅

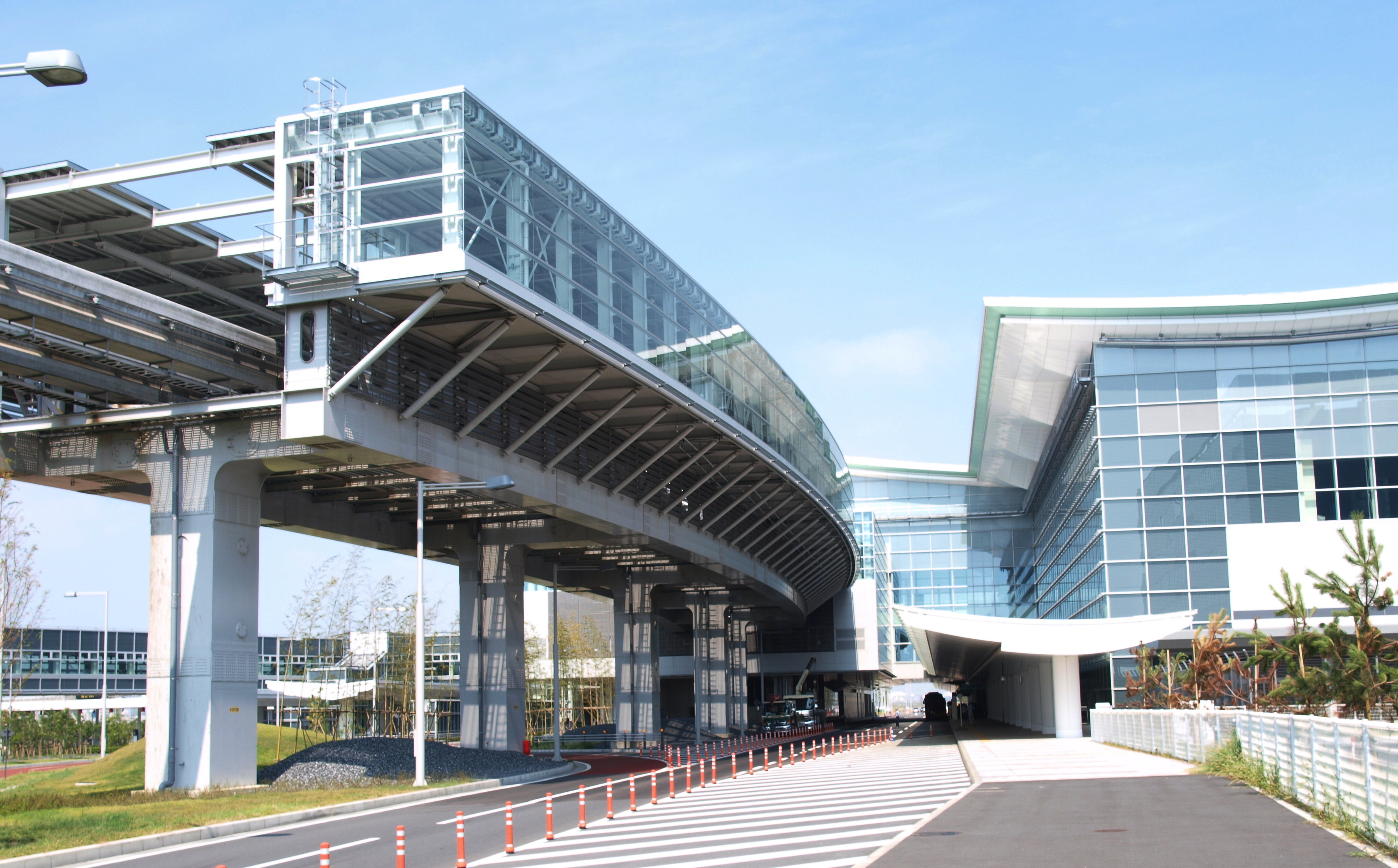
高架駅の例 (東京モノレール羽田空港線羽田空港第3ターミナル駅)。

高架駅（こうかえき）は、プラットホームなどの駅設備が高架の構造物上に存在する鉄道駅のこと。

## 概要
高架駅は、高架化された鉄道路線や山岳地帯で標高差を解消するために高所に設置された駅、新交通システムの駅などに採用されている方式である。
高架の構造物は広義には盛土も含まれるが、コンクリートや鉄骨などで作られた高架橋上に駅設備が設置された駅を高架駅と呼ぶことが多い。

### メリット
- 高架上に駅設備を設置する場合、踏切の解消・鉄道の高速化には有効と言える。
- 電車に乗る時も、階段を登るか、エレベーターやエスカレーターで上がるだけで良いので便利になる。
- 地下に設置するよりは割安のため、土地の取得が比較的容易な市街地に多い。モノレールなどの都市内の新交通システムにも多く用いられる。
- 高架下をバスターミナルなどに使用出来る。

### デメリット
- 地上のみに駅設備を設置するのに比べて建設費は割高となる。

## 構造
一般的に駅舎の構造は、地上階部分に改札口や出札設備などの駅設備があり、上階はプラットホームだけと言う駅が多いが、完全に駅設備を上階のみに集約した駅もある。地上階と上階のプラットホームとの移動のために階段やエレベーター、エスカレーターなどが設置されていることが多い。駅によってはスロープが設置されている場合もある。
盛土駅
プラットホームが盛土上にある駅。地面より高い場所にプラットホームが造られているものを指し、広義には高架駅に含まれる。盛土上に作られた駅は立体交差を目的にしている場合を除いて、地上駅に分類される場合がある。この場合は盛土の通路天井が低くなってしまい、通路を掘り下げて半地下にするケースも多い。
複合的な構造
複数の鉄道路線が集まる駅においては、複合的な構造になることがある。例えば、地平のプラットホームを跨ぐ形で橋上駅舎が存在し、新たに高架の鉄道が新設される場合に、既存の駅舎の上階に高架のプラットホームが設置されることがある（南浦和駅、西船橋駅など）。その場合の駅設備は既存の地上線では橋上駅構造、新設高架線では高架駅構造と言える。

## 駅周辺
設置当初は高架構造で無かった駅が後年になり高架化が行われる例がある。その際に高架橋の下部が空地となることから、高架駅の周辺の高架下は駐車場や商業施設、保育所として利用されることがある。